# N.Avenue
N.Avenue株式会社（エヌアベニュー）は、東京都港区に本社を置く日本の企業。
株主はZファンド1号投資事業有限責任組合、Zホールディングス株式会社（旧ヤフー株式会社）の単独LPとして設立されたファンドである。

## 概要
金融・経済ニュースメディアサイトのcoindesk JAPANや、ブロックチェーンカンファレンスbtokyoを主催している。

## メディア事業
「coindesk JAPAN」を運営。本メディアは、暗号資産、ブロックチェーン領域における世界有数のメディア「CoinDesk」の公式日本版として本領域を主軸に置きながら、テクノロジーが作り上げる新しい金融・産業・経済の形と、その変革を進めるフロントランナー（企業・人）にフォーカスしたニュースを発信。
2019年3月に創刊。新しい経済をつくるビジネスピープル・投資家のための、次世代型・金融／経済／ビジネスのニュースメディアを標榜している。
仮想通貨（暗号資産）やブロックチェーンを軸に、金融、経済、ビジネスなどの記事を掲載しているが、その多くがYahoo!ニュースやYahoo!ファイナンスにも配信されている。
なお、米CoinDeskは、世界最大の暗号資産ファンドであり、暗号資産ファンド「GBTC（Grayscale Bitcoin Trust）」を運営するグレースケール社等を運営するコングリマリッド企業Digital Currency Groupの子会社。2021年には「GBTC（Grayscale Bitcoin Trust）」にも採用される暗号資産インデックスを開発するデータ提供企業Tradeblock社を買収し、報道メディアだけでなくインデックスを保有するデータ企業としても存在感を発揮する。
日本では、N.Avenue株式会社が日本国内の独占ライセンスを所有している。
また、「NFT mu!（ミュー！）β版」は、“―あなたの好きが見つかる、繋がる、資産になる―“をコンセプトにした、クリエイターとコレクターのためのNFT総合情報ポータル。2022年1月に公開予定。

## コミュニティ・カンファレンス事業
「btokyo members（ビートウキョウ・メンバーズ）」は、ブロックチェーン・フィンテックの最新動向をつかみ、DX（デジタル・トランスフォーメーション）や新規事業などビジネスでの応用を目指すリーダーが集まる、新しい金融・経済をつくるビジネスパーソンのためのコミュニティ。
また、国内最大級のブロックチェーンカンファレンス「btokyo」を主催。2019年10月2日・3日の初開催時には、Facebookリブラの責任者を始め国内外のエグゼクティブ90名以上が登壇し、延べ1500名以上のビジネスパーソンが来場。2021年は、3月1日、2日にオンラインにて開催。

## その他事業
2019年に、ブロックチェーン・暗号資産に特化した国内外の動向を網羅的に解説したブロックチェーン白書を発刊。法務・税務・会計面においてはアンダーソン・毛利・友常法律事務所やAerial Partners株式会社の監修を受け、編集は全面的にcoindesk JAPAN編集部がリードしている。

## 他社とのパートナーシップ
ブランド独自の世界観を表現できるオリジナルの NFT ショップ構築を簡単にするNFTプラットフォーム「Mint」を開発する株式会社Kyuzanと、両社の強みを活かして「NFTクリエイターのマーケティング支援」と「企業のNFT開発支援」で協業し、NFTの市場活性化を目指している。2022年1月より協業を開始。
2021年12月14日に、日本経済新聞社と共催で、リアルとオンラインハイブリットのイベント「デジタル証券フォーラム～資金調達の新手法、セキュリティトークンの登場～」を開催。
2021年10月より、ブロックチェーン・暗号資産業界に特化した人材紹介会社・株式会社withB(本社：東京都渋谷区、代表取締役社長：山根 健太)の協力を得て、coindesk JAPANのサイト内にて新しくブロックチェーン・暗号資産関連企業の求人情報の掲載をスタート。日本の暗号資産・ブロックチェーン業界における優秀な人員確保の推進、更には人手不足の解消に貢献できるようなサービス運営を企図している。

## 沿革
- 2018年11月28日 - 設立
- 2019年3月4日 - 次世代型・金融／経済／ビジネスのニュースメディア「CoinDesk Japan」創刊
- 2019年10月2日 - 日本最大級のブロックチェーンカンファレンス「btokyo2019」開催
- 2021年3月1日 - 国内最大級ブロックチェーンカンファレンスオンラインイベント「btokyo ONLINE」開催